# Shaandaar
Pour plus de détails, voir Fiche technique et Distribution.
Shaandaar est un film indien réalisé par Vikas Bahl, sorti en 2015.

## Synopsis
Alia a été adoptée enfant dans des circonstances non éclaircies. Elle conserve un lien très fort avec son père adoptif, dans la famille Arora sous la coupe de la mère et de la femme de celui-ci. Sous des dehors très riches, la famille espère se sauver de la banqueroute en mariant Isha, la sœur d'Alia, à une famille qui roule sur l'or. Les deux familles se retrouvent dans un château au Royaume-Uni pour la cérémonie, arrangée par un certain JJ, qui comme Alia, est insomniaque. La famille du fiancé, les Fundwani, arrive dans des scintillements d'or, mais s'avère dans une aussi mauvaise posture financière que les Arora et souhaite ce mariage pour les mêmes raisons cachées.

## Fiche technique
Sauf indication contraire, les informations mentionnées dans cette section peuvent être confirmées par la base de données cinématographiques IMDb,  présente dans la section « Liens externes ».
- Titre : Shaandaar
- Réalisation : Vikas Bahl
- Scénario : Anvita Dutt, d'après une histoire de Vika Bahl et Chaitally Parmar
- Photographie : Anil Mehta
- Montage : Sanchari Das Mollick
- Production : Karan Johar, Anurag Kashyap, Vikramaditya Motwane
- Société(s) de production : Dharma Productions, Phantom Films, Fox Star Studios
- Musique : Amit Trivedi
- Pays d'origine :  Inde
- Langue originale : hindi
- Durée : 144 minutes
- Dates de sortie :
  - Inde : 22 octobre 2015
  - France : 23 octobre 2015

## Distribution
- Alia Bhatt : Alia Arora
- Shahid Kapoor : Jagjinder « JJ » Joginder
- Pankaj Kapur : Bipin Arora
- Sanjay Kapoor : Harry Fundwani
- Sushma Seth : Mummiji